# You Don't Have to Die
You Don't Have to Die é um filme-documentário em curta-metragem estadunidense de 1988 dirigido e escrito por Malcolm Clarke e Bill Guttentag. Venceu o Oscar de melhor documentário de curta-metragem na edição de 1989.